# Cheiracanthium nervosum
Cheiracanthium nervosum är en spindelart som beskrevs av Simon 1909. Cheiracanthium nervosum ingår i släktet Cheiracanthium och familjen sporrspindlar.
Artens utbredningsområde är Western Australia. Inga underarter finns listade i Catalogue of Life.